# Vineuil (Indre)
Vineuil ist eine französische Gemeinde mit 1.245 Einwohnern (Stand: 1. Januar 2022) im Département Indre in der Region Centre-Val de Loire. Vineuil gehört zum Arrondissement Châteauroux und zum Kanton Levroux. Die Einwohner werden Vineuillois und Vineuilloises genannt.

## Geographie
Vineuil liegt etwa elf Kilometer nordnordwestlich von Châteauroux. Umgeben wird Vineuil von den Nachbargemeinden Levroux im Norden, Brion im Nordosten, Coings im Osten, Déols im Süden und Südosten, Saint-Maur im Süden, Chezelles im Westen und Südwesten sowie Villegongis im Westen.

## Bevölkerungsentwicklung
| Jahr                      | 1962 | 1968 | 1975 | 1982 | 1990 | 1999 | 2006 | 2013 | 2020 |
| Einwohner                 | 917  | 807  | 803  | 977  | 1133 | 1139 | 1162 | 1226 | 1234 |
| Quelle: Cassini und INSEE |      |      |      |      |      |      |      |      |      |

## Sehenswürdigkeiten

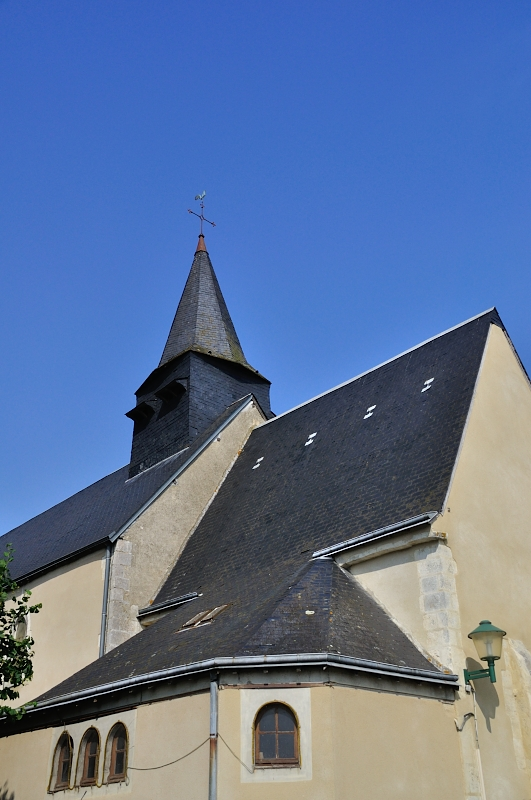
Kirche Saint-Vincent

- Kirche Saint-Vincent aus dem 12. Jahrhundert, Eingangsportal ist seit 1929 als Monument historique eingeschrieben

## Persönlichkeiten
- Louis-Joseph Fillon (1877–1943), Erzbischof von Bourges, geboren in Vineuil